# Tapiraí (Minas Gerais)
Tapiraí è un comune del Brasile nello Stato del Minas Gerais, parte della mesoregione dell'Oeste de Minas e della microregione di Piumhi.